# Korppapegoja
Korppapegoja (Lophopsittacus mauritianus) är en utdöd fågel i familjen östpapegojor inom ordningen papegojfåglar som tidigare förekom på ön Mauritius. Den placeras som ensam art i släktet Lophopsittacus. Korppapegojan är känd från ett antal benlämningar och rapporter, de sista från 1675.